# Francisco Ruiz (explorador)
Francisco Ruiz, nacido en Mirabel (Cáceres) fue un explorador y conquistador del siglo XVI.(Su verdadero nombre era: Diego Ruiz de Vallejo)

Se desconoce la fecha de su nacimiento y el nombre de sus padres así como los demás pormenores de su vida antes de llegar a tierras americanas. Ruiz inicio desde el siglo XVI la tradición ganadera en la Sudamérica centro occidental, además de Colombia y Venezuela.

## Biografía
Desde Puerto Rico, Francisco Ruiz llegaba a Venezuela en 1536 con la expedición del gobernador de Trinidad Antonio Sedeño y se integraba en el proceso conquistador del oriente venezolano, donde se vería envuelto en la discordia que sostenían Antonio Sedeño y Jerónimo de Ortal, que por causa de límites de sus respectivas gobernaciones se enfrentaron ambos bandos. Cuando muere Sedeño, Francisco Ruiz continua al lado de Pedro de Reinoso quien había tomado el mando de la expedición y atravesando los llanos venezolanos llegan hasta el río Apure. Después de pasar hambre y un sinfín de calamidades conseguían alcanzar el territorio de los Welser y algunos de ellos se quedaron en Santa Ana de Coro.

### El camino ganadero
Hombre de experiencia y valiente soldado, en 1546 la Real Audiencia de Santo Domingo, y con el grado de capitán, le encargaba a Ruiz la apertura de un largo camino ganadero, que partiendo desde la costa caribeña de Cumaná pasara por El Tocuyo y llegará hasta la ciudad andina de Tunja. Con 60 hombres y los pertrechos necesarios, Ruiz emprende la heroica tarea que le llevará dos largos años de lucha con la Naturaleza, frecuentes peleas con los indígenas y cuantiosas privaciones ya que tenían que alimentarse con lo que cazaban.
Durante el largo recorrido, desde las tórridas llanuras venezolanas hasta las gélidas cumbres andinas, además de perder seis hombres, el hambre será el peor enemigo que les persigue, puesto que después de terminar con el ganado que llevaban, tienen que comerse los 40 caballos que le servían de cabalgadura y algunos perros de caza. Después de estos contratiempos, al fin coronaban la hazaña al llegar enfermos y maltrechos a Tunja donde son recibidos con honores por el fundador y principal cabildante del camino Gonzalo Suárez Rendón.
Después de dos años, esta solución quedaba materializada suponiendo un considerable abaratamiento en el precio del ganado. Antes de contar con esta vía ganadera, un caballo valía en Tunja 500 pesos, una vaca 100 y una oveja 20. Al quedar abierta la vía, en Tunja se conseguía un caballo por 40 pesos, 4 valía una vaca y medio peso una oveja.
Esta acertada solución convirtió a Tunja en centro de acopio, no solamente llegaban partidas de ganado, sino también infinidad de mercancías de todas clases. Desde entonces se abría la puerta del progreso a toda la región andina, teniendo como centro neurálgico la ciudad de Tunja.
Anteriormente a la apertura de esta vía de penetración, el precio del ganado era costosísimo en la altiplanicie del Nuevo Reino de Granada y en los territorios del Alto Perú, ya que llegaba a esas zonas remontando el río Magdalena con el consecuente trabajo y penalidades que conllevaba el largo traslado de las reses. Con el camino abierto por los hombres de Ruiz se abarataron tanto el ganado como las demás provisiones. Relaciones de la época cuentan que antes de la apertura del camino, un caballo valía 500 pesos y después que se puso en servicio la vía ganadera, solamente se pagaban 40 por un buen jumento. Ahora una vaca valía 4 pesos cuando antes se pagaban a 100, y una oveja valía medio peso, cuando anteriormente se cotizaba a 20 pesos

### Se incorpora a la conquista
Terminada la misión vial, Ruiz se quedaba algún tiempo en el Nuevo Reino de Granada y se sumaba al proceso conquistador de aquellos territorios, interviniendo en varias acciones en Tunja, Popayán y otras zonas más, hasta el año 1558 que vuelve nuevamente al territorio venezolano. Al año siguiente, el gobernador interino de Venezuela Gutierre de la Peña Langayo, enemistado entonces con Diego García de Paredes, encomendará a Ruiz aplastar la rebelión de los indios “cuicas” y la refundación del Trujillo que había erigido García de Paredes. Pero Ruiz cambia de lugar la población, edifica nuevamente y le da el nombre de su pueblo natal Mirabel la actual Escuque.
Estando Ruiz en estas actividades, el capitán Juan Maldonado, quien prendiera a Juan Rodríguez Suárez por la fundación de Mérida, se adentró en esos territorios con intenciones de poblar. Como la comarca ya lo estaba y pertenecía a la Real Audiencia de Santo Domingo, mientras que Maldonado pertenecía a la Real Audiencia de Santa Fe, ambos capitanes tuvieron un enfrentamiento dialéctico por cuestiones de jurisdicción, pero felizmente se entendieron marchando cada uno por su camino. 
Gutierre de la Peña era gobernador interino, y al llegar el titular Pablo Collado, fue restituido en su cargo Diego García de Paredes, y Ruiz dolido por este cambio se fue a Mérida, donde al cabo del tiempo mantendrá buena amistad con Juan Maldonado olvidando las antiguas rencillas por el incidente de Trujillo.

### A defender el territorio
Ante la amenaza invasora del tirano Lope de Aguirre, las autoridades reales de Venezuela habían pedido socorros desde Panamá hasta Perú, y tanto los españoles residentes en el Nuevo Reino de Granada como los de Venezuela, se concentraron en El Tocuyo para defender el territorio de aquella horrenda aventura. Francisco Ruiz llegaba a Barquisimeto con los vecinos de Mérida y los de Tunja que venían a reforzar las fuerzas reales.
Cuando Aguirre es vencido y descuartizado, Ruiz se queda algún tiempo en El Tocuyo para prestar declaración en el juicio de residencia que el nuevo gobernador, Alonso Bernáldez de Quirós levantó contra su predecesor Pablo Collado y Ruiz expuso la queja que tenía en contra de Collado por haberlo apartado de su intervención y cambio de lugar en la refundación de Trujillo.

### Nueva fundación
El activo capitán, ahora convertido encomendero en la andina Mérida, como es hombre de acción y de armas no se adapta a la paz que le brindan sus labranzas y encomiendas en los predios de los Andes. Por aquellos días Bernáldez de Quirós estaba organizando la conquista definitiva del territorio de los indios “caracas”. Ruiz se alista en la expedición y desde El Tocuyo marcha con Diego de Losada a consolidar la refundación de Caracas.
Después de la refundación de la capital venezolana, cuyos cimientos fundadores ya los habían puesto Francisco Fajardo y Juan Rodríguez Suárez en 1561, Francisco Ruiz se quedaba algún tiempo ayudando a defender la precaria situación en la que se encontraba la ciudad, que era atacada a diario por las tribus vecinas. Una vez que está asegurado el emplazamiento de Caracas regresaba nuevamente a El Tocuyo.

### El descanso del guerrero
El activo capitán, ya no estaba para guerrear ni para abrir caminos ganaderos, y en 1578 se encontraba definitivamente en Mérida intentando defender sus intereses, según figura en los “Protocolos del siglo XVI, en Mérida, donde entabla pleito por la posesión de una encomienda contra Juan García de Carvajal, su antiguo camarada en la apertura del camino ganadero.
Dedicado a la explotación de sus pobres encomiendas y paupérrimas labranzas, que no le daban para alimentar a su familia ni a los indios que tenía encomendados, desde 1579 a 1591, colabora en el Cabildo como alcalde ordinario en distintos periodos.
El viejo capitán, después de haber luchado en Venezuela durante 60 años y contribuido al poblamiento, a la pacificación y a la expansión ganadera por las comarcas andinas, moría en 1595 en la más completa indigencia, en aquella Mérida que tanto contribuyó al desarrollo ganadero de la ciudad y de sus zonas de influencia. 
Se había casado con Ana de Morales, y fueron padres de Ana Ruiz y del capitán Cristóbal Ruiz de Morales.